# Frédéric-Georges Herr
Frédéric-Georges Herr, francoski general, * 7. maj 1855, Neuf-Brisach, † 27. oktober 1932, Pariz.
1. 1 2  data.bnf.fr: platforma za odprte podatke — 2011.
2. ↑  podatkovna baza Léonore — ministère de la Culture.
3. 1 2  GeneaStar